# Dariusz Katuszewski
Dariusz „Magik” Katuszewski – polski basista, były członek zespołów Kryzys i Deuter.

## Dyskografia
Z zespołem Kryzys
- Kryzys (1980, utwory: „Dance macabre”, „Thief of fire”, „Breaks”, „Telewizja”, „Armageddon”, „Wojny gwiezdne”, „Rubinowe szkło”[1])
- 78–81 (utwór „Dance Macabre”)

Z zespołem Deuter
- Victim Of Safety Pin – Polski Punk Underground 1977–82 – składanka utworów, na której pojawił się utwory: „Piosenka o mojej generacji” i „Nigdy i w nic”.
- Ojczyzna dumna 1981–1986 (1995, utwory: „Jeden świat”, „Nigdy i w nic”, „Piosenka o mojej generacji”, „Hitler in the Charts Again”)
- Ojczyzna Blizna (2011, utwory: „Jeden świat”, „Nigdy i w nic”)